# Lucile Bordes

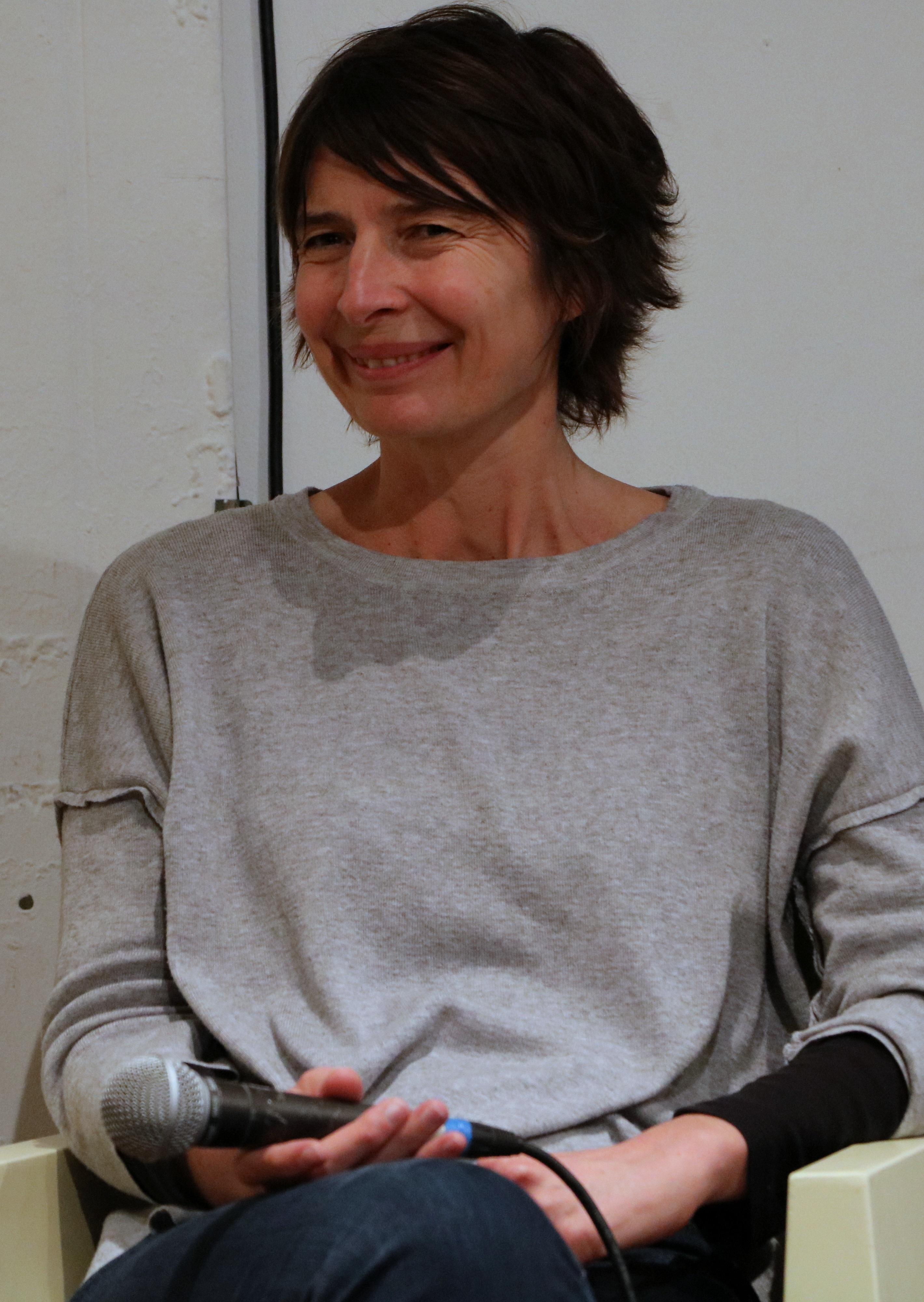
Lucile Bordes

Lucile Bordes (* 28. März 1971 im Département Var, Frankreich) ist eine französische Hochschullehrerin und Autorin.

## Leben
Bordes studierte das Fach Linguistik und wurde im Jahre 2000 an der Universität Paris IV in diesem Fach promoviert. Nach einiger Zeit als Hochschullehrerin (Maître de conférences) an der Universität Nizza Sophia-Antipolis lehrt sie heute (2016) an der Universität Toulon-Var. Des Weiteren unternimmt sie Schreibworkshops.
Bordes hat seit 2012 drei Romane veröffentlicht. Sie lebt in der Nähe von Toulon in La Seyne-sur-Mer.

## Veröffentlichungen
- Je suis la marquise de Carabas. Éditions Liana Levi, Paris 2012, ISBN 978-2-86746-624-3.
- Décorama. Editions Liana Levi, Paris 2014, ISBN 978-2-86746-705-9.
- 86, année blanche. Éditions Liana Levi, Paris 2016, ISBN 978-2-86746-813-1.